# David Rytych
David Rytych (* 4. ledna 1987, Praha) je bývalý český florbalový brankář, reprezentant, mistr Česka a vicemistr Finska. V roce 2011 byl vyhlášen za nejlepšího florbalového brankáře světa a čtyřikrát byl zvolen nejlepším českým brankářem. Jako hráč nejvyšších florbalových soutěží Česka, Finska, Švédska a Švýcarska byl aktivní v letech 2004 až 2019.

## Klubová kariéra
Jeho mateřským klubem je pražský SSK Future. Od 17 let pravidelně oblékal dres mládežnických výběrů. Od sezóny 2004/2005 nastupoval za Future v nejvyšší soutěži. V sezóně 2007/2008 byl vyhlášen nejlepším brankářem a v následující sezóně získal s Future bronzovou medaili.
V roce 2009 v rámci studijního pobytu ve Finsku přestoupil do finské nejvyšší soutěže Salibandyliigy. Stal se tak prvním českým florbalovým brankářem, který hrál zahraniční ligu. Nejprve působil v družstvu Seinäjoen Peliveljet (SPV). Tam získal také bronzovou medaili. Následující sezónu 2010/2011 odehrál v jiném finském klubu Josba Joensuu, kde dokonce vstřelil gól. Podruhé byl vyhlášen českým brankářem sezóny. Po úspěšném mistrovství světa 2010 následoval přestup do nejslavnějšího finského klubu SSV Helsinki, kde se stal jedním z prvních plně profesionálních českých hráčů. S Helsinkami v roce 2011 jako první český florbalista vyhrál Pohár mistrů ve finále proti českému Tatranu Střešovice a byl zařazen do All Star týmu turnaje. V sezóně 2011/2012 následoval titul vicemistra ligy. V prestižní anketě Innebandymagazinet byl za rok 2011 jako druhý Čech po Tomáši Kafkovi vyhlášen nejlepším brankářem světa a potřetí byl zvolen nejlepším českým brankářem.
Dalším významným krokem byl přestup do švédské Superligy, konkrétně do klubu FC Helsingborg. V klubu zůstal jen jednu sezónu 2012/2013, protože dostal málo příležitostí a také ze studijních důvodů.
V roce 2013 se vrátil zpět do Česka do klubu FBŠ Bohemians, se kterými zvítězil na turnaji Czech Open v nové kategorii Pro. V lize pomohl Bohemians postoupit po devíti letech do play-off.
Po sezóně přestoupil do mladoboleslavského klubu Florbal MB, kde nahradil Lukáše Bauera. Boleslavi pomohl první sezónu k historické účasti v Superfinále a vítězství v Poháru České pojišťovny. Na tradičním letním turnaji Czech Open 2015 získal se svým týmem bronzovou medaili a byl vyhlášen nejlepším brankářem turnaje. Následující sezónu byl počtvrté zvolen nejlepším brankářem. S Boleslaví získal ještě druhý vicemistrovský titul v sezóně 2016/2017 a v dalším roce i první mistrovský titul. V těchto sezónách ale v rozhodujících zápasech chytal navrátivší se Lukáš Bauer.
Po sezóně 2017/2018 přestoupil do švýcarské nejvyšší soutěže do klubu Chur Unihockey a stal se tak prvním brankářem florbalové historie a třetím hráčem celkem, který chytal ve všech čtyřech nejlepších soutěžích světa. Po roce v Churu přestoupil do druholigového UHC Sarganserland, za který také odehrál jednu sezónu. V roce 2023 odchytal několik zápasů ve slovenské extralize za FBK AS Trenčín. V sezóně 2023/2024 pak nastoupil do dvou zápasů v české Superlize za tým Butchis.

## Reprezentační kariéra
V juniorském věku reprezentoval Česko na Mistrovství světa ve florbale do 19 let 2005.
Od stejného roku, tedy od 18 let, působil i v mužské reprezentaci. Hrál na všech čtyřech mistrovstvích mezi lety 2006 a 2012. Na mistrovství v roce 2010 vychytal bronzovou medaili. Šampionátu v roce 2014 se již nezúčastnil.
Dalším jeho reprezentačním úspěchem je vyhlášení za nejlepšího gólmana Euro Floorball Tour (EFT) v dubnu 2012. Za hru v hokejovém dresu z Nagana na tomto turnaji dostal pokutu. Na EFT v dubnu 2014 vychytal první výhru Česka proti Švédsku v historii.
Chytal i na třech Univerzitních mistrovství světa, včetně ročníku 2012 v Praze, kde Česko získalo první zlatou medaili v historii.
| Umístění | Soutěž                                       |
| -------- | -------------------------------------------- |
| 5.       | Mistrovství světa ve florbale do 19 let 2005 |
| 4.       | Mistrovství světa ve florbale 2006           |
| 4.       | Mistrovství světa ve florbale 2008           |
|          | Mistrovství světa ve florbale 2010           |
| 7.       | Mistrovství světa ve florbale 2012           |

## Další florbalové aktivity
V roce 2014 založil speciální florbalový camp pro rozvoj české brankářské školy – Goaliestar Camp.